# درجات القوات المسلحة الإيرانية
تتناول هذه المقالة رتب وشارات القوات المسلحة لجمهورية إيران الإسلامية، التي تنقسم إلى ثلاث قوى:
- جيش الجمهورية الإسلامية الإيرانية أو بالفارسية ارتش جمهوری اسلامی ایران
- حرس الثورة الإسلامية أو بالفارسية سپاه پاسداران انقلاب اسلامی
- شرطة الجمهورية الإسلامية الإيرانية أو بالفارسية نیروی انتظامی جمهوری اسلامی ایران

وينقسم جيش الجمهورية الإسلامية الإيرانية إلى أربعة فروع للخدمة:
- القوات البرية
- القوات الجوية
- قوة الدفاع الجوي
- القوات البحرية

## الرتب العسكرية الرسمية
يستخدم الجيش والقوات الجوية والدفاع الجوي والشرطة نظام الرتب المماثل، في حين أن الحرس الثوري والبحرية لديها أنظمة منفصلة خاصة بها.

### رتب الأمراء والضباط والمجندين للجيش الإيراني
| شارة رتب الأمراء والضباط في الجيش الإيراني | شارة رتب الأمراء والضباط في الجيش الإيراني | شارة رتب الأمراء والضباط في الجيش الإيراني | شارة رتب الأمراء والضباط في الجيش الإيراني | شارة رتب الأمراء والضباط في الجيش الإيراني | شارة رتب الأمراء والضباط في الجيش الإيراني | شارة رتب الأمراء والضباط في الجيش الإيراني | شارة رتب الأمراء والضباط في الجيش الإيراني | شارة رتب الأمراء والضباط في الجيش الإيراني | شارة رتب الأمراء والضباط في الجيش الإيراني | شارة رتب الأمراء والضباط في الجيش الإيراني | شارة رتب الأمراء والضباط في الجيش الإيراني |
| فريق أول                                   | فريق                                       | لواء                                       | عميد                                       | عميد ثاني                                  | عقيد                                       | مقدم                                       | رائد                                       | نقيب                                       | ملازم أول                                  | ملازم ثاني                                 | ملازم                                      |
| (بالفارسية: ارتشبد)                        | (بالفارسية: سپهبد)                         | (بالفارسية: سرلشکر)                        | (بالفارسية: سرتیپ)                         | (بالفارسية: سرتیپ دوم)                     | (بالفارسية: سرهنگ)                         | (بالفارسية: سرهنگ دوم)                     | (بالفارسية: سرگرد)                         | (بالفارسية: سروان)                         | (بالفارسية: ستوان یکم)                     | (بالفارسية: ستوان دوم)                     | (بالفارسية: ستوان سوم)                     |
| ------------------------------------------ | ------------------------------------------ | ------------------------------------------ | ------------------------------------------ | ------------------------------------------ | ------------------------------------------ | ------------------------------------------ | ------------------------------------------ | ------------------------------------------ | ------------------------------------------ | ------------------------------------------ | ------------------------------------------ |
|                                            |                                            |                                            |                                            |                                            |                                            |                                            |                                            |                                            |                                            |                                            |                                            |

|  |  |  |  |  |  |  |  |  |

### رتب الأمراء والضباط والمجندين للقوات الجوية الإيرانية
| شارة رتب الأمراء والضباط في القوات الجوية الإيرانية | شارة رتب الأمراء والضباط في القوات الجوية الإيرانية | شارة رتب الأمراء والضباط في القوات الجوية الإيرانية | شارة رتب الأمراء والضباط في القوات الجوية الإيرانية | شارة رتب الأمراء والضباط في القوات الجوية الإيرانية | شارة رتب الأمراء والضباط في القوات الجوية الإيرانية | شارة رتب الأمراء والضباط في القوات الجوية الإيرانية | شارة رتب الأمراء والضباط في القوات الجوية الإيرانية | شارة رتب الأمراء والضباط في القوات الجوية الإيرانية | شارة رتب الأمراء والضباط في القوات الجوية الإيرانية | شارة رتب الأمراء والضباط في القوات الجوية الإيرانية | شارة رتب الأمراء والضباط في القوات الجوية الإيرانية |
| فريق أول                                            | فريق                                                | لواء                                                | عميد                                                | عميد ثاني                                           | عقيد                                                | مقدم                                                | رائد                                                | نقيب                                                | ملازم أول                                           | ملازم ثاني                                          | ملازم                                               |
| (بالفارسية: ارتشبد)                                 | (بالفارسية: سپهبد)                                  | (بالفارسية: سرلشکر)                                 | (بالفارسية: سرتیپ)                                  | (بالفارسية: سرتیپ دوم)                              | (بالفارسية: سرهنگ)                                  | (بالفارسية: سرهنگ دوم)                              | (بالفارسية: سرگرد)                                  | (بالفارسية: سروان)                                  | (بالفارسية: ستوان یکم)                              | (بالفارسية: ستوان دوم)                              | (بالفارسية: ستوان سوم)                              |
| --------------------------------------------------- | --------------------------------------------------- | --------------------------------------------------- | --------------------------------------------------- | --------------------------------------------------- | --------------------------------------------------- | --------------------------------------------------- | --------------------------------------------------- | --------------------------------------------------- | --------------------------------------------------- | --------------------------------------------------- | --------------------------------------------------- |
|                                                     |                                                     |                                                     |                                                     |                                                     |                                                     |                                                     |                                                     |                                                     |                                                     |                                                     |                                                     |

|  |  |  |  |  |  |  |  |  |

### رتب الأمراء والضباط والمجندين لقوات الدفاع الجوي الإيرانية
| شارة رتب الأمراء والضباط لقوات الدفاع الجوي الإيرانية | شارة رتب الأمراء والضباط لقوات الدفاع الجوي الإيرانية | شارة رتب الأمراء والضباط لقوات الدفاع الجوي الإيرانية | شارة رتب الأمراء والضباط لقوات الدفاع الجوي الإيرانية | شارة رتب الأمراء والضباط لقوات الدفاع الجوي الإيرانية | شارة رتب الأمراء والضباط لقوات الدفاع الجوي الإيرانية | شارة رتب الأمراء والضباط لقوات الدفاع الجوي الإيرانية | شارة رتب الأمراء والضباط لقوات الدفاع الجوي الإيرانية | شارة رتب الأمراء والضباط لقوات الدفاع الجوي الإيرانية | شارة رتب الأمراء والضباط لقوات الدفاع الجوي الإيرانية | شارة رتب الأمراء والضباط لقوات الدفاع الجوي الإيرانية | شارة رتب الأمراء والضباط لقوات الدفاع الجوي الإيرانية |
| فريق أول                                              | فريق                                                  | لواء                                                  | عميد                                                  | عميد ثاني                                             | عقيد                                                  | مقدم                                                  | رائد                                                  | نقيب                                                  | ملازم أول                                             | ملازم ثاني                                            | ملازم                                                 |
| (بالفارسية: ارتشبد)                                   | (بالفارسية: سپهبد)                                    | (بالفارسية: سرلشکر)                                   | (بالفارسية: سرتیپ)                                    | (بالفارسية: سرتیپ دوم)                                | (بالفارسية: سرهنگ)                                    | (بالفارسية: سرهنگ دوم)                                | (بالفارسية: سرگرد)                                    | (بالفارسية: سروان)                                    | (بالفارسية: ستوان یکم)                                | (بالفارسية: ستوان دوم)                                | (بالفارسية: ستوان سوم)                                |
| ----------------------------------------------------- | ----------------------------------------------------- | ----------------------------------------------------- | ----------------------------------------------------- | ----------------------------------------------------- | ----------------------------------------------------- | ----------------------------------------------------- | ----------------------------------------------------- | ----------------------------------------------------- | ----------------------------------------------------- | ----------------------------------------------------- | ----------------------------------------------------- |
|                                                       |                                                       |                                                       |                                                       |                                                       |                                                       |                                                       |                                                       |                                                       |                                                       |                                                       |                                                       |

|  |  |  |  |  |  |  |  |  |

### رتب الأمراء والضباط والمجندين للقوات البحرية الإيرانية
| شارة رتب الأمراء للقوات البحرية الإيرانية (ضباط العلم) | شارة رتب الأمراء للقوات البحرية الإيرانية (ضباط العلم) | شارة رتب الأمراء للقوات البحرية الإيرانية (ضباط العلم) | شارة رتب الأمراء للقوات البحرية الإيرانية (ضباط العلم) | شارة رتب الأمراء للقوات البحرية الإيرانية (ضباط العلم) |
| فريق أول بحري                                          | فريق بحري                                              | لواء بحري                                              | أميرال الأسطول                                         | أميرال الأسطول الثاني                                  |
| (بالفارسية: دریابد)                                    | (بالفارسية: دریاسالار)                                 | (بالفارسية: دریابان)                                   | (بالفارسية: دریادار)                                   | (بالفارسية: دریادار دوم)                               |
| ------------------------------------------------------ | ------------------------------------------------------ | ------------------------------------------------------ | ------------------------------------------------------ | ------------------------------------------------------ |
|                                                        |                                                        |                                                        |                                                        |                                                        |

| شارة رتب الضباط للقوات البحرية الإيرانية | شارة رتب الضباط للقوات البحرية الإيرانية | شارة رتب الضباط للقوات البحرية الإيرانية | شارة رتب الضباط للقوات البحرية الإيرانية | شارة رتب الضباط للقوات البحرية الإيرانية | شارة رتب الضباط للقوات البحرية الإيرانية | شارة رتب الضباط للقوات البحرية الإيرانية |
| نقيب بحري                                | قائد                                     | قائد ملازم                               | كابتن ملازم                              | ملازم أول                                | ملازم ثاني                               | ملازم                                    |
| (بالفارسية: ناخدا یکم)                   | (بالفارسية: ناخدا دوم)                   | (بالفارسية: ناخدا سوم)                   | (بالفارسية: ناوسروان)                    | (بالفارسية: ناوبان یکم)                  | (بالفارسية: ناوبان دوم)                  | (بالفارسية: ناوبان سوم)                  |
| ---------------------------------------- | ---------------------------------------- | ---------------------------------------- | ---------------------------------------- | ---------------------------------------- | ---------------------------------------- | ---------------------------------------- |
|                                          |                                          |                                          |                                          |                                          |                                          |                                          |

|  |  |  |  |  |  |  |  |  |

### رتب الأمراء والضباط والمجندين لحرس الثورة الإسلامية
| شارة رتب الأمراء والضباط لحرس الثورة الإسلامية | شارة رتب الأمراء والضباط لحرس الثورة الإسلامية | شارة رتب الأمراء والضباط لحرس الثورة الإسلامية | شارة رتب الأمراء والضباط لحرس الثورة الإسلامية | شارة رتب الأمراء والضباط لحرس الثورة الإسلامية | شارة رتب الأمراء والضباط لحرس الثورة الإسلامية | شارة رتب الأمراء والضباط لحرس الثورة الإسلامية | شارة رتب الأمراء والضباط لحرس الثورة الإسلامية | شارة رتب الأمراء والضباط لحرس الثورة الإسلامية | شارة رتب الأمراء والضباط لحرس الثورة الإسلامية | شارة رتب الأمراء والضباط لحرس الثورة الإسلامية | شارة رتب الأمراء والضباط لحرس الثورة الإسلامية |
| فريق الحرس الأول                               | فريق الحرس                                     | لواء                                           | عميد الحرس                                     | عميد الحرس الثاني                              | عقيد الحرس                                     | مقدم الحرس                                     | رائد الحرس                                     | نقيب الحرس                                     | ملازم الحرس الأول                              | ملازم الحرس الثاني                             | ملازم الحرس                                    |
| (بالفارسية: ارتشبد پاسدار)                     | (بالفارسية: سپهبد پاسدار)                      | (بالفارسية: سرلشکر پاسدار)                     | (بالفارسية: سرتیپ پاسدار)                      | (بالفارسية: سرتیپ دوم پاسدار)                  | (بالفارسية: سرهنگ پاسدار)                      | (بالفارسية: سرهنگ دوم پاسدار)                  | (بالفارسية: سرگرد پاسدار)                      | (بالفارسية: سروان پاسدار)                      | (بالفارسية: ستوان یکم پاسدار)                  | (بالفارسية: ستوان دوم پاسدار)                  | (بالفارسية: ستوان سوم پاسدار)                  |
| ---------------------------------------------- | ---------------------------------------------- | ---------------------------------------------- | ---------------------------------------------- | ---------------------------------------------- | ---------------------------------------------- | ---------------------------------------------- | ---------------------------------------------- | ---------------------------------------------- | ---------------------------------------------- | ---------------------------------------------- | ---------------------------------------------- |
|                                                |                                                |                                                |                                                |                                                |                                                |                                                |                                                |                                                |                                                |                                                |                                                |

|  |  |  |  |  |  |  |  |  |

### رتب الأمراء والضباط والمجندين لشرطة الجمهورية الإسلامية الإيرانية
| شارة رتب الأمراء والضباط لشرطة الجمهورية الإسلامية الإيرانية | شارة رتب الأمراء والضباط لشرطة الجمهورية الإسلامية الإيرانية | شارة رتب الأمراء والضباط لشرطة الجمهورية الإسلامية الإيرانية | شارة رتب الأمراء والضباط لشرطة الجمهورية الإسلامية الإيرانية | شارة رتب الأمراء والضباط لشرطة الجمهورية الإسلامية الإيرانية | شارة رتب الأمراء والضباط لشرطة الجمهورية الإسلامية الإيرانية | شارة رتب الأمراء والضباط لشرطة الجمهورية الإسلامية الإيرانية | شارة رتب الأمراء والضباط لشرطة الجمهورية الإسلامية الإيرانية | شارة رتب الأمراء والضباط لشرطة الجمهورية الإسلامية الإيرانية | شارة رتب الأمراء والضباط لشرطة الجمهورية الإسلامية الإيرانية | شارة رتب الأمراء والضباط لشرطة الجمهورية الإسلامية الإيرانية | شارة رتب الأمراء والضباط لشرطة الجمهورية الإسلامية الإيرانية |
| فريق أول                                                     | فريق                                                         | لواء                                                         | عميد                                                         | عميد ثاني                                                    | عقيد                                                         | مقدم                                                         | رائد                                                         | نقيب                                                         | ملازم أول                                                    | ملازم ثاني                                                   | ملازم                                                        |
| (بالفارسية: ارتشبد)                                          | (بالفارسية: سپهبد)                                           | (بالفارسية: سرلشکر)                                          | (بالفارسية: سرتیپ)                                           | (بالفارسية: سرتیپ دوم)                                       | (بالفارسية: سرهنگ)                                           | (بالفارسية: سرهنگ دوم)                                       | (بالفارسية: سرگرد)                                           | (بالفارسية: سروان)                                           | (بالفارسية: ستوان یکم)                                       | (بالفارسية: ستوان دوم)                                       | (بالفارسية: ستوان سوم)                                       |
| ------------------------------------------------------------ | ------------------------------------------------------------ | ------------------------------------------------------------ | ------------------------------------------------------------ | ------------------------------------------------------------ | ------------------------------------------------------------ | ------------------------------------------------------------ | ------------------------------------------------------------ | ------------------------------------------------------------ | ------------------------------------------------------------ | ------------------------------------------------------------ | ------------------------------------------------------------ |
|                                                              |                                                              |                                                              |                                                              |                                                              |                                                              |                                                              |                                                              |                                                              |                                                              |                                                              |                                                              |

|  |  |  |  |  |  |  |  |  |